# 아즈마촌 (사이타마현)
아즈마촌(吾妻村)은 사이타마현 이루마군에 존재했던 촌이다. 

## 지리
현재의 도코로자와시 남서부에 해당한다.

## 역사
- 1889년 4월 1일 - 정촌제 시행에 수반해 아라바타촌, 구메촌, 기타아키쓰촌이 성립해, 아즈마노조촌이 되었다.
- 1891년 6월 1일 - 야마구치촌이 성립하였다.
- 1943년 4월 1일 - 도코로자와정, 고테사시촌, 마쓰이촌, 야마구치촌, 도미오카촌과 합병해, 새로운 도코로자와정이 성립하여, 동일 아즈마촌은 폐지되었다.
- 1950년 11월 3일 - 도코로자와정이 시로 승격해 도코로자와시가 되었다.